# وزارة الشباب والرياضة (أوكرانيا)
وزارة الشباب والرياضة الأوكرانية (بالأوكرانية: Міністерство молоді та спорту України)‏ هي وزارة في حكومة أوكرانيا تأسست في 6 يونيو 1991 بعد إعادة تنظيم لجنة الدولة السوفيتية التابعة لجمهورية أوكرانيا الاشتراكية لشؤون الشباب والرياضة. أعيد تأسيس الوزارة مرة أخرى في عام 2013 من خلال الانفصال عن وزارة التعليم والعلوم حيث كانت موجودة كإدارة فرعية لها في 2010-2013.

## أنظر أيضا
- وزارة التربية والتعليم والعلوم في أوكرانيا

## وصلات خارجية
- الموقع الرسمي